# 小林昭子
小林 昭子（こばやし あきこ、1943年 - ）は、日本の化学者である。世界初の単一成分分子金属であるNi(tmdt)2を設計・作成した。

## 略歴
1943年に東京都で物理学者の父と音楽家の母の間に生まれた。1967年に東京大学理学部化学科を卒業し、1972年に東京大学で理学博士号を取得した。その後も同大学に留まり、1972年に助手、1993年に助教授、1999年に教授に就任した。2006年、東京大学名誉教授、日本大学教授となった。
2009年、「分子導電体の開発と単一成分有機金属の設計と合成への貢献」に対して、ロレアル-ユネスコ女性科学賞を受賞した。その金属はNi(tmdt)2であり、"tmdt"はトリメチレンテトラチアフルバレンジチオラートの略語である。この有機金属は、0.6ケルビン程度で金属特性を示すなど、特殊な特性を持っている。この材料は常磁性であり、室温以下のほぼすべての温度で磁場に引き寄せられる。小林の最初の発見はニッケルを使用したものだった。それ以降、亜鉛や銅を使用したものについても研究が行われた。
他に、1998年に日本結晶学会賞、2006年に錯体化学会賞を受賞した。